# コバルト (TrySailの曲)
「コバルト」は、TrySailの楽曲。テレビアニメ『Classroom☆Crisis』のオープニングテーマに起用された。TrySailの2枚目のシングルとして、2015年8月19日にアニプレックスから発売された。

## 背景
本曲は、テレビアニメ『Classroom☆Crisis』のオープニングテーマに起用された。構成が独特で、サビが多い曲になっている。
2015年5月23日に開催されたライブイベント『LAWSON presents TrySail First Live 2015 "Sail Out!!!"』にて初披露された。同ライブではメンバー3人それぞれがセンターとしてフィーチャーされた新曲が3曲披露されており、その中でも雨宮をセンターとした曲になっている。雨宮は出だしのソロパートを失敗すると楽曲を壊してしまう、と特に気合を入れて収録に臨んだという。

## シングルリリース
2015年8月19日にアニプレックスから発売された。前作の『Youthful Dreamer』同様、初回生産限定盤・期間生産限定盤・通常盤の3形態で発売され、初回生産限定盤にはミュージック・ビデオを収録したDVD、期間生産限定盤にはテレビアニメ『Classroom☆Crisis』のオープニングテーマバージョンの楽曲及び、同アニメのノンクレジットオープニング映像を収録したDVDが同梱されている。

## シングル収録内容

### 初回生産限定盤・通常盤
| 全作詞・作曲・編曲: 谷口尚久。 |                               |          |            |      |
| #                              | タイトル                      | 作詞     | 作曲・編曲 | 時間 |
| 1.                             | 「コバルト」                  | 谷口尚久 | 谷口尚久   | 4:05 |
| 2.                             | 「ホントだよ」                | 谷口尚久 | 谷口尚久   | 4:33 |
| 3.                             | 「コバルト (Instrumental)」   | 谷口尚久 | 谷口尚久   | 4:05 |
| 4.                             | 「ホントだよ (Instrumental)」 | 谷口尚久 | 谷口尚久   | 4:30 |
| 合計時間:                      | 合計時間:                     | 17:15    |            |      |

| #  | タイトル                   | 作詞 | 作曲・編曲 | 時間 |
| -- | -------------------------- | ---- | ---------- | ---- |
| 1. | 「コバルト (Music Video)」 |      |            | 4:12 |

### 期間生産限定盤
| 全作詞・作曲・編曲: 谷口尚久。 |                               |          |            |      |
| #                              | タイトル                      | 作詞     | 作曲・編曲 | 時間 |
| 1.                             | 「コバルト」                  | 谷口尚久 | 谷口尚久   | 4:05 |
| 2.                             | 「ホントだよ」                | 谷口尚久 | 谷口尚久   | 4:33 |
| 3.                             | 「コバルト (TV Ver.)」        | 谷口尚久 | 谷口尚久   | 1:33 |
| 4.                             | 「コバルト (Instrumental)」   | 谷口尚久 | 谷口尚久   | 4:05 |
| 5.                             | 「ホントだよ (Instrumental)」 | 谷口尚久 | 谷口尚久   | 4:30 |
| 合計時間:                      | 合計時間:                     | 18:48    |            |      |

| #  | タイトル                                                           | 作詞 | 作曲・編曲 | 時間 |
| -- | ------------------------------------------------------------------ | ---- | ---------- | ---- |
| 1. | 「TVアニメ『Classroom☆Crisis』ノンクレジットオープニングムービー」 |      |            | 1:40 |

## チャート
| チャート                                | 最高 順位 | 出典  |
| --------------------------------------- | --------- | ----- |
| 日本・オリコン 週間CDシングルランキング | 15        | [ 1 ] |
| Billboard Japan Hot 100                 | 23        | [ 6 ] |
| Billboard Japan Hot Animation           | 4         | [ 7 ] |
| Billboard Japan Hot Singles Sales       | 14        | [ 8 ] |

## 収録アルバム
| アルバム        | 発売日        | 備考                  |
| --------------- | ------------- | --------------------- |
| 『Sail Canvas』 | 2016年5月25日 | 1stオリジナルアルバム |